# Surabaya
Surabaya (nguyên là Soerabaja) là thành phố lớn thứ hai của Indonesia, tỉnh lỵ của tỉnh Đông Java. Thành phố này tọa lạc bên bờ biển đông của Java, tại cửa sông Mas và bên eo biển Madura.
Thành phố Surabaya với dân số hơn 3,1 triệu người (5,6 triệu ở vùng đô thị), và là thủ phủ của tỉnh Đông Java. Nó nằm trên bờ biển phía bắc của miền đông Java tại cửa sông Mas và dọc theo các cạnh của eo biển Madura.
Đối với một số người Indonesia, nó được gọi là "thành phố anh hùng" do tầm quan trọng của trận Surabaya kích động ủng hộ của người Indonesia và quốc tế cho nền độc lập của Indonesia trong cuộc cách mạng Dân tộc Indonesia. Surabaya cũng được biết đến là nơi sinh của Tổng thống đầu tiên của Indonesia, Sukarno.
Thành phố này có cảng thuộc nhóm nhộn nhịp nhất quốc gia này. Các sản phẩm xuất khẩu gồm có đường, thuốc lá và cà phê. Surabaya có xưởng đóng tàu lớn và nhiều trường hải quân.
Tên gọi Surabaya xuất phát từ từ sura (cá mập) và buaya (cá sấu), mà trong thần thoại địa phương, đánh nhau để giành lấy danh hiệu "sinh vật mạnh nhất vùng". Bây giờ hai con vật này đã trở thành biểu tượng của thành phố, đối diện nhau cạnh tượng đài Tugu Pahlawan (Tượng đài của những anh hùng).